# Donau Chemie
Donau Chemie AG – austriacki koncern zajmujący się dystrybucją surowców chemicznych.

## Historia
Główna siedziba grupy znajduje się w Austrii, gdzie też zlokalizowane są trzy fabryki wytwarzające szereg produktów chemicznych. Swoją działalnością, obok Austrii i Polski, Donau Chemie obejmuje także Niemcy, Włochy, Węgry, Czechy, Słowację, Rumunię i USA.
Produkty oferowane przez Donau Chemie pochodzą zarówno z fabryk należących do grupy, jak też od producentów międzynarodowych.